# Celestial (album RBD)
Celestial – album meksykańskiej grupy RBD, wydany 21 listopada 2006 roku. Po pierwszym dniu sprzedaży płyta zyskała status platynowej, a na znanej liście Billboard 200 znalazła się na 15. miejscu. Płyta sprzedała się w nakładzie 4 mln egzemplarzy. Album promowała piosenka Ser o parecer, która przez kilka tygodni znajdowała się na pierwszej pozycji w zestawieniu Hot Latin Billboard. Kolejne single Celestial oraz Besame sin miedo także odniosły sukces. Teledysk do Besame sin miedo nakręcono w zamku Draculi w Rumunii. Piosenka Tu Dulce voz jest coverem piosenki Hilary Duff - Little voice.

## Lista utworów
1. Tal Vez Después-3:06
2. Ser O Parecer-3:31
3. Dame-4:00
4. No Pares-3:30
5. Celestial-3:25
6. Quizá-3:30
7. Bésame Sin Miedo-3:29
8. Tu Dulce Voz-3:17
9. Algún Día-4:04
10. Me Cansé-2:41
11. Aburrida Y Sola-3:52
12. Es Por Amor-3:14
13. Quisiera Ser (sólo en Latinoamérica)-4:05
14. RBD English Snippet

Wydano również album Celestial Fan Edition składającą się z płyty CD i DVD. Pierwszą otwierają remixy znanych hitów RBD:
1. The family
2. Tu amor chico (Latino Remix)
3. Tal vez después (Remix)
4. Ser o parecer(Remix)

Meksykańska płyta DVD zawiera:
1. Nuestro Amor
2. Ser o Parecer
3. Solo quédate en silencio
4. Tras de mi
5. Tu amor
6. Video tu amor
7. Video Ser o parecer
8. Video Celestial

a także podkłady karaoke do:
1. Rebelde
2. Un poco de tu amor
3. Salvame
4. Enséñame
5. Solo quédate en silencio
6. Nuestro Amor
7. Tras de mi
8. Este corazón
9. Aún hay algo
10. No pares